# Grand Prix-wegrace van Indianapolis

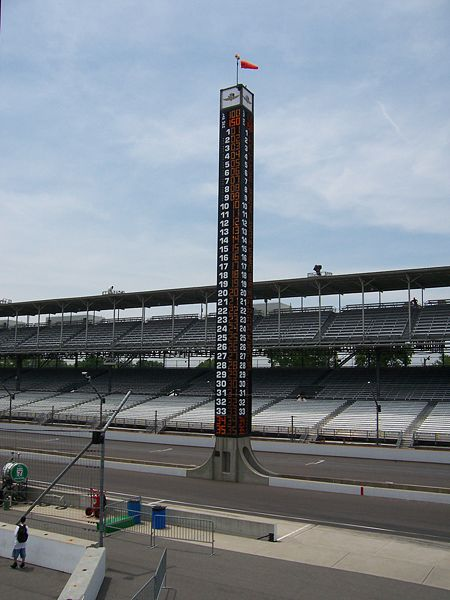
Indianapolis

De Grand Prix van Indianapolis voor motorfietsen is een motorsportrace, die sinds 2008 wordt verreden en meetelt voor het wereldkampioenschap wegrace. Het evenement vindt plaats op het Indianapolis Motor Speedway in Indianapolis in de Verenigde Staten.
Het bereden parcours ligt binnen de beroemde oval en is 4.186 meter lang. Het is grotendeels gelijk aan de door de Formule 1 gebruikte piste, maar wordt echter in tegengestelde richting bereden.
In tegenstelling tot de Grand Prix van de Verenigde Staten in Laguna Seca, waar slechts de MotoGP-klasse van start gaat, staan in Indianapolis alle drie de soloklassen aan de start.

Parcours GP van Indianapolis

## Resultaten van de Grote Prijs van Indianapolis
| Editie | Jaar | Circuit      | Klasse | 1e                           | 2e                           | 3e                           | Poleposition              | Snelste ronde             |
| ------ | ---- | ------------ | ------ | ---------------------------- | ---------------------------- | ---------------------------- | ------------------------- | ------------------------- |
| 1      | 2008 | Indianapolis | 125 cc | Nicolás Terol (Aprilia)      | Pol Espargaró (Derbi)        | Stefan Bradl (Aprilia)       | Pol Espargaró (Derbi)     | Stefan Bradl (Aprilia)    |
| 1      | 2008 | Indianapolis | 250 cc | Wegens slecht weer afgelast. | Wegens slecht weer afgelast. | Wegens slecht weer afgelast. | Marco Simoncelli (Gilera) | –                         |
| 1      | 2008 | Indianapolis | MotoGP | Valentino Rossi (Yamaha)     | Nicky Hayden (Honda)         | Jorge Lorenzo (Yamaha)       | Valentino Rossi (Yamaha)  | Valentino Rossi (Yamaha)  |
|        |      |              |        |                              |                              |                              |                           |                           |
| 2      | 2009 | Indianapolis | 125 cc | Pol Espargaró (Derbi)        | Bradley Smith (Aprilia)      | Simone Corsi (Aprilia)       | Julián Simón (Aprilia)    | Bradley Smith (Aprilia)   |
| 2      | 2009 | Indianapolis | 250 cc | Marco Simoncelli (Gilera)    | Hiroshi Aoyama (Honda)       | Álvaro Bautista (Aprilia)    | Mike Di Meglio (Aprilia)  | Marco Simoncelli (Gilera) |
| 2      | 2009 | Indianapolis | MotoGP | Jorge Lorenzo (Yamaha)       | Alex de Angelis (Honda)      | Nicky Hayden (Ducati)        | Dani Pedrosa (Honda)      | Jorge Lorenzo (Yamaha)    |
|        |      |              |        |                              |                              |                              |                           |                           |
| 3      | 2010 | Indianapolis | 125 cc | Nicolás Terol (Aprilia)      | Sandro Cortese (Derbi)       | Pol Espargaró (Derbi)        | Marc Márquez (Derbi)      | Marc Márquez (Derbi)      |
| 3      | 2010 | Indianapolis | Moto2  | Toni Elías (Moriwaki)        | Julián Simón (Suter)         | Scott Redding (Suter)        | Julián Simón (Suter)      | Julián Simón (Suter)      |
| 3      | 2010 | Indianapolis | MotoGP | Dani Pedrosa (Honda)         | Ben Spies (Yamaha)           | Jorge Lorenzo (Yamaha)       | Ben Spies (Yamaha)        | Dani Pedrosa (Honda)      |
|        |      |              |        |                              |                              |                              |                           |                           |
| 4      | 2011 | Indianapolis | 125 cc | Nicolás Terol (Aprilia)      | Maverick Viñales (Aprilia)   | Sandro Cortese (Aprilia)     | Nicolás Terol (Aprilia)   | Nicolás Terol (Aprilia)   |
| 4      | 2011 | Indianapolis | Moto2  | Marc Márquez (Suter)         | Pol Espargaró (FTR)          | Esteve Rabat (FTR)           | Marc Márquez (Suter)      | Andrea Iannone (Suter)    |
| 4      | 2011 | Indianapolis | MotoGP | Casey Stoner (Honda)         | Dani Pedrosa (Honda)         | Ben Spies (Yamaha)           | Casey Stoner (Honda)      | Casey Stoner (Honda)      |
|        |      |              |        |                              |                              |                              |                           |                           |
| 5      | 2012 | Indianapolis | Moto3  | Luis Salom (Kalex-KTM)       | Sandro Cortese (KTM)         | Jonas Folger (Kalex-KTM)     | Sandro Cortese (KTM)      | Romano Fenati (FTR-Honda) |
| 5      | 2012 | Indianapolis | Moto2  | Marc Márquez (Suter)         | Pol Espargaró (Kalex)        | Julián Simón (Suter)         | Pol Espargaró (Kalex)     | Marc Márquez (Suter)      |
| 5      | 2012 | Indianapolis | MotoGP | Dani Pedrosa (Honda)         | Jorge Lorenzo (Yamaha)       | Andrea Dovizioso (Yamaha)    | Dani Pedrosa (Honda)      | Dani Pedrosa (Honda)      |
|        |      |              |        |                              |                              |                              |                           |                           |
| 6      | 2013 | Indianapolis | Moto3  | Álex Rins (KTM)              | Álex Márquez (KTM)           | Maverick Viñales (KTM)       | Álex Rins (KTM)           | Isaac Viñales (FTR-Honda) |
| 6      | 2013 | Indianapolis | Moto2  | Esteve Rabat (Kalex)         | Takaaki Nakagami (Kalex)     | Scott Redding (Kalex)        | Scott Redding (Kalex)     | Simone Corsi (Kalex)      |
| 6      | 2013 | Indianapolis | MotoGP | Marc Márquez (Honda)         | Dani Pedrosa (Honda)         | Jorge Lorenzo (Yamaha)       | Marc Márquez (Honda)      | Marc Márquez (Honda)      |
|        |      |              |        |                              |                              |                              |                           |                           |
| 7      | 2014 | Indianapolis | Moto3  | Efrén Vázquez (Honda)        | Romano Fenati (KTM)          | Jack Miller (KTM)            | Jack Miller (KTM)         | Álex Rins (Honda)         |
| 7      | 2014 | Indianapolis | Moto2  | Mika Kallio (Kalex)          | Maverick Viñales (Kalex)     | Dominique Aegerter (Suter)   | Mika Kallio (Kalex)       | Mika Kallio (Kalex)       |
| 7      | 2014 | Indianapolis | MotoGP | Marc Márquez (Honda)         | Jorge Lorenzo (Yamaha)       | Valentino Rossi (Yamaha)     | Marc Márquez (Honda)      | Marc Márquez (Honda)      |
|        |      |              |        |                              |                              |                              |                           |                           |
| 8      | 2015 | Indianapolis | Moto3  | Livio Loi (Honda)            | John McPhee (Honda)          | Philipp Öttl (KTM)           | Danny Kent (Honda)        | Danny Kent (Honda)        |
| 8      | 2015 | Indianapolis | Moto2  | Álex Rins (Kalex)            | Johann Zarco (Kalex)         | Franco Morbidelli (Kalex)    | Álex Rins (Kalex)         | Franco Morbidelli (Kalex) |
| 8      | 2015 | Indianapolis | MotoGP | Marc Márquez (Honda)         | Jorge Lorenzo (Yamaha)       | Valentino Rossi (Yamaha)     | Marc Márquez (Honda)      | Marc Márquez (Honda)      |

## Voetnoten
2008 · 2009 · 2010 · 2011 · 2012 · 2013 · 2014 · 2015